# Jana Drejslová
Jana Drejslová (* 29. května 1963 Rychnov nad Kněžnou) je místostarostka Rychnova nad Kněžnou, od roku 2016 zastupitelka Královéhradeckého kraje a od roku 2019 předsedkyně Zdravotnického nadačního fondu města Rychnov nad Kněžnou. Bývalá učitelka matematiky a geografie na Gymnáziu F. M. Pelcla v Rychnově nad Kněžnou, členka ODS.

## Život
Vystudovala Gymnázium Františka Martina Pelcla v Rychnově nad Kněžnou a následně Přírodovědeckou fakultu Univerzity Karlovy. V roce 1987 nastoupila jako učitelka matematiky a geografie rychnovského gymnázia, kde působila až do roku 2010.
V roce 2010 úspěšně kandidovala jako nestraník za ODS v komunálních volbách v Rychnově nad Kněžnou a stala se místostarostkou. Svůj post obhájila v letech 2014 a 2018. V roce 2016 se navíc stala i zastupitelkou Královéhradeckého kraje.
Po existenčních problémech rychnovské nemocnice na podzim 2018 stála u zrodu Zdravotnického nadačního fondu města Rychnov nad Kněžnou. Více než 20 let aktivně spolupracuje s Českým červeným křížem.
Je maminkou dvou synů a babičkou dvou vnuček. Ve volném čase ráda plave.

## Politické působení
Od roku 2013 byla členkou ODS. V prosinci 2018 ji však strana pozastavila členství kvůli tomu, že v Rychnově nad Kněžnou je v radě města spolu s členem KSČM. Společnou koalici tehdy odmítla opustit a postavila se předsedovi ODS Petru Fialovi. „Nenechám si diktovat s kým mám a nemám sedět u jednoho stolu. Komunální politika je o lidech, nikoliv o stranické příslušnosti,“ zdůvodnila Drejslová. V roce 2020 své pozastavené členství v ODS na vlastní žádost ukončila.
Ve volbách do senátu PČR v roce 2020 kandidovala jako nestraník za ODS v obvodu č. 48 – Rychnov nad Kněžnou. Se ziskem 18,96 % hlasů skončila na 3. místě a do druhého kola nepostoupila.
V krajských volbách v roce 2020 obhájila jako nestraník za ODS post zastupitelky Královéhradeckého kraje, když kandidovala za subjekt „Občanská demokratická strana + STAROSTOVÉ A NEZÁVISLÍ a VÝCHODOČEŠI“. Také ve volbách v roce 2024 byla zvolena z pozice členky ODS zastupitelkou Královéhradeckého kraje, a to na kandidátce uskupení „SILNÍ LÍDŘI pro kraj - ODS, KDU-ČSL a VÝCHODOČEŠI“.